# Bogsta prästgård
Bogsta prästgård är belägen vid sjön Runnviken i Bogsta socken, Nyköpings kommun i Södermanland. Byggd 1697 med den klassiska sexdelade planen som förebild. Salsbyggnaden, som hustypen även kallas, förekommer tidigt som bostadshus på mera ståndsmässigt bebyggda gårdar och blir vanlig på herrgårdar, prästgårdar och militära boställen redan under 1700-talet. Först under 1800-talet blir hustypen vanlig även på bondgårdar.
Bogsta prästgård var från början ett hemman i Bogsta by, benämnd som Nedergården. Dess förste kände ägare var Hans Claesson Bielkenstierna (d. 1566). Han ärvdes av sonen Claes Hansson Bielkenstierna (d. 1598). Han ärvdes i sin tur av dottern Ingeborg (d.1628), gift med Jöran Gyllenstierna (d.1618). Gården kom att tillhöra Björksunds underlydande till dess att det med Kungl. tillstånd såldes den 19/7 1662.
Hemmanet bortbyttes  samma år den 24 juli av Anna Skytte (d. 1679) mot vederlag av Donationsjords natur och därigenom miste Nedergården sin egenskap av Frälse 1662.
Gården byttes till Nils Nilsson Tungel (d. 1692), herre till Ånga och Näsby i Svärta och Bogsta socknar.
Till följd härav reducerades Nedergården i Bogsta By genom reduktionskommitionens brev den 25 februari 1686 och anslogs enligt Kungl.maj:ts underskrivna lista 1692 till kaplansboställe i Bogsta socken. Dess sista kaplan slutade 1864. 
Kyrkoförsamlingen sålde Bogsta  prästgård 1967.

## Bilder

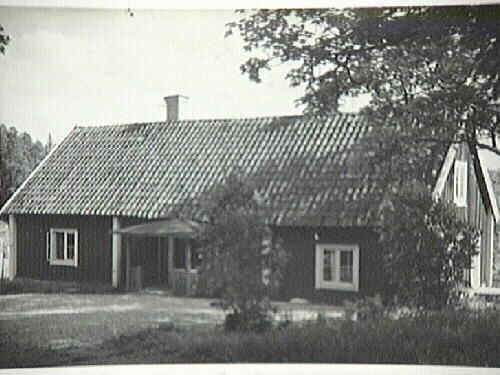
Bogsta prästboställe 1947.
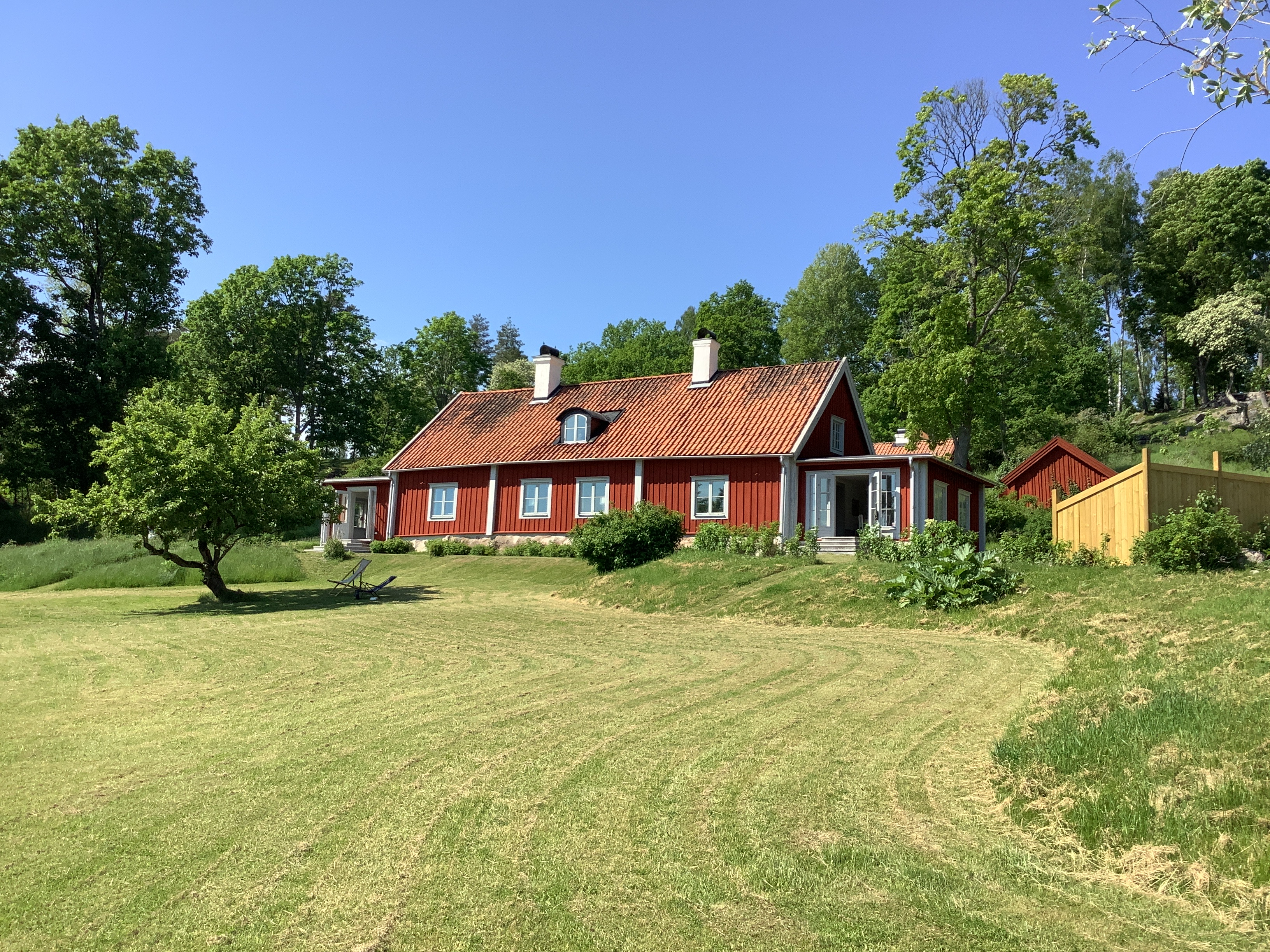
Bogsta prästgård 2021 (södra fasaden).